# Formiguer calb
El formiguer calb(Gymnocichla nudiceps) és una espècie d'ocell de la família dels tamnofílids (Thamnophilidae) i única espècie del gènere Gymnocichla. Habita la selva humida, boscos i matolls d'Amèrica Central i zona limítrofa del nord de Colòmbia.